# Padang Sepan
Padang Sepan is een bestuurslaag in het regentschap Bengkulu Utara van de provincie Bengkulu, Indonesië. Padang Sepan telt 682 inwoners (volkstelling 2010).